# Église Saint-Jean-Baptiste de Revel
L’église paroissiale Saint-Jean-Baptiste de Revel est un édifice religieux situé au cœur du bourg médiéval de Revel, commune de Revel-Tourdan. Mentionnée pour la première fois vers 1080, l'église était étroitement liée avec la paroisse de Tourdan, commune de Revel-Tourdan. La structure a été de nombreuses fois remaniée à travers les siècles et possède un mobilier qui fait l'objet d'une inscription au titre des monuments historiques par arrêté du septembre 2009.

## Histoire
De cet édifice est d'abord mentionné au XIe siècle une chapelle reliée au bourg castral de Revel. Un territoire au village de Tourdan lui fut adjoint afin de la lier à une nouvelle paroisse. Autour de l'église Saint-Jean-Baptiste se trouvait un ancien cimetière. C'est en 1833 qu'un nouveau cimetière se construit à Revel, ce qui amena les habitants à être enterrés au cimetière de Tourdan durant les travaux d'élargissements. Cet ancien cimetière conserve aujourd'hui ses entrées « cimetière des enfants » au sud de l'église ou encore « la porte des morts » à l'intérieur de l'édifice et donnant sur la Grande Rue. La cure de la paroisse de Revel se trouve être un des bâtiments qui se situe aujourd'hui dans la « Rue basse ». La maison attenante à l'église appartenait autrefois à l'ancien instituteur de la commune, M. Pollard. C'est dans la cour de cette maison que fut retrouvé « le cimetière des enfants ».
Des travaux de restructuration de l'église ont été conduits en 1954. En effet, la rue était devenue trop étroite pour laisser passer les moyens de transports. Ces travaux ont ainsi désaxé la nef malgré la reconstruction du mur percé de deux nouvelles fenêtres,.
En 2001, la municipalité ainsi qu'une association pour la restauration et la valorisation du patrimoine religieux de la commune ont permis d'enclencher vingt années de travaux de restauration. C'est en 2016 que l'église paroissiale Saint-Jean-Baptiste sera entièrement réhabilitée. En janvier 2021, le maître-autel de l'église datant du XVIIIe siècle et classé au titre des objets des Monuments historiques en 1993 a pu être restauré.

### Personnalités
| Noms                       | Fonction          | Dates     | Lieux            |
| -------------------------- | ----------------- | --------- | ---------------- |
| Petrus Armandi             | vicaire et curé   | 1432      | Revel            |
| Johannes Bugmonis          | curé              | 1447-1474 | Revel            |
| Petrus Seignoreti          | vicaire           | 1472      | Revel et Tourdan |
| Gabriel Chaudier           | prêtre et vicaire | 1553-1554 | Revel et Tourdan |
| Victor Eymard              |                   | 1571-1577 |                  |
| Messire de La Borie        |                   | 1603-1604 |                  |
| Jean-Balthazar de La Serve | prêtre            | 1609-1655 | Revel et Tourdan |
| Emmanuel Aldobrandy        |                   | 1655-1713 | Revel et Tourdan |
| Alexandre Mouchiroud       |                   | 1713-1742 |                  |
| Benoît Magnard             |                   | 1742-1743 |                  |
| Claude Gourfenet           |                   | 1744      |                  |
| Joseph Dubreuil            |                   | 1745-1779 |                  |
| Mallevard                  |                   | 1779-1785 |                  |
| Astruc                     |                   | 1785-1792 |                  |
| Pèlerin                    | curé              | 1805-1817 | Revel et Tourdan |
| Honoré Rolland             | curé              | 1817-1857 | Revel et Tourdan |
| Clavel                     | curé              | 1857-1871 | Revel et Tourdan |
| Louis-Joseph Laurent       | curé              | 1871-1907 | Revel et Tourdan |
| Pierre Vernet              | curé              | 1907-1920 | Revel et Tourdan |
| Jean Bouchard              | curé              | 1920-1923 | Revel et Tourdan |
| Eugène Tatin               | curé              | 1923-1929 | Revel et Tourdan |

D'après les registres paroissiaux de 1609 conservés en Mairie. Jusqu'à la Révolution française, seul un curé accompagné d'un vicaire étaient responsables des deux paroisses de Revel et de Tourdan,.

## Architecture

### Extérieur

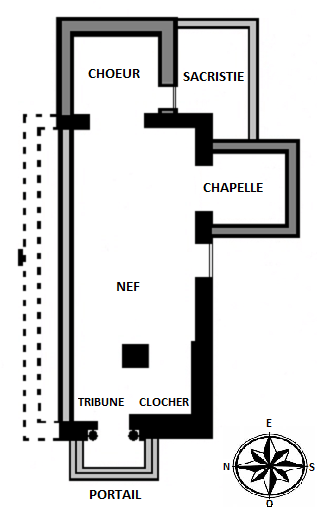
Plan actuel de l'église paroissiale Saint-Jean-Baptiste de Revel.

L'église présente plusieurs styles dans sa structure. Le portail de l'entrée, le clocher ainsi qu'une fenêtre de la façade sud de l'édifice appartiennent au style roman. Le clocher a été rendu avec la particularité du style Viennois ou Sarrasin. Au Moyen-Age, des modifications furent apportées au portail d'entrée par l'ajout de deux colonnes ou encore par la présence d'une fenêtre à remplage dans le chœur qui ont permis de greffer à l'édifice un style gothique. En 1770, une porte sous le clocher fut percée avec notamment des ouvertures dans le chœur de l'église. En 1851, une inscription fut ajoutée au portail de l'entrée : « R.F. D.O.M 1851 », soit « République française, dominus optimus maximus ».

### Intérieur
Au niveau du clocher, la cloche fut changée en 1749 et refondue en 1829 par Chevalier (Lyon). Elle fut remplacée en 1907 par une cloche fondue par Foccard d'Annecy-le-Vieux,. L'horloge a été remplacée en 1969 et son mécanisme est conservé en mairie.

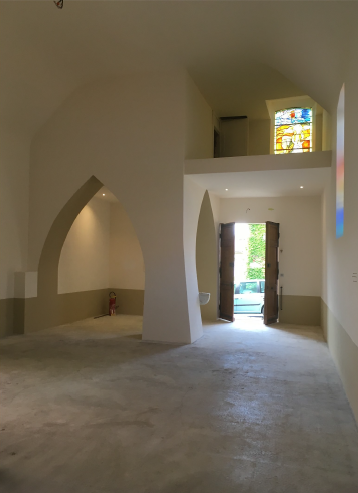
Entrée de l'église vue de l'intérieur après les travaux de réhabilitation en 2016.

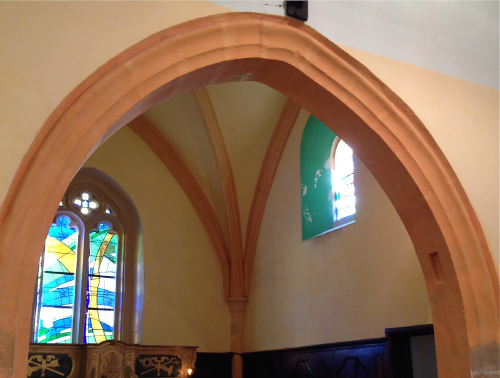
Aperçu du chœur de l'église avant les travaux de réhabilitation. L'église était recouverte d'une couche orange.

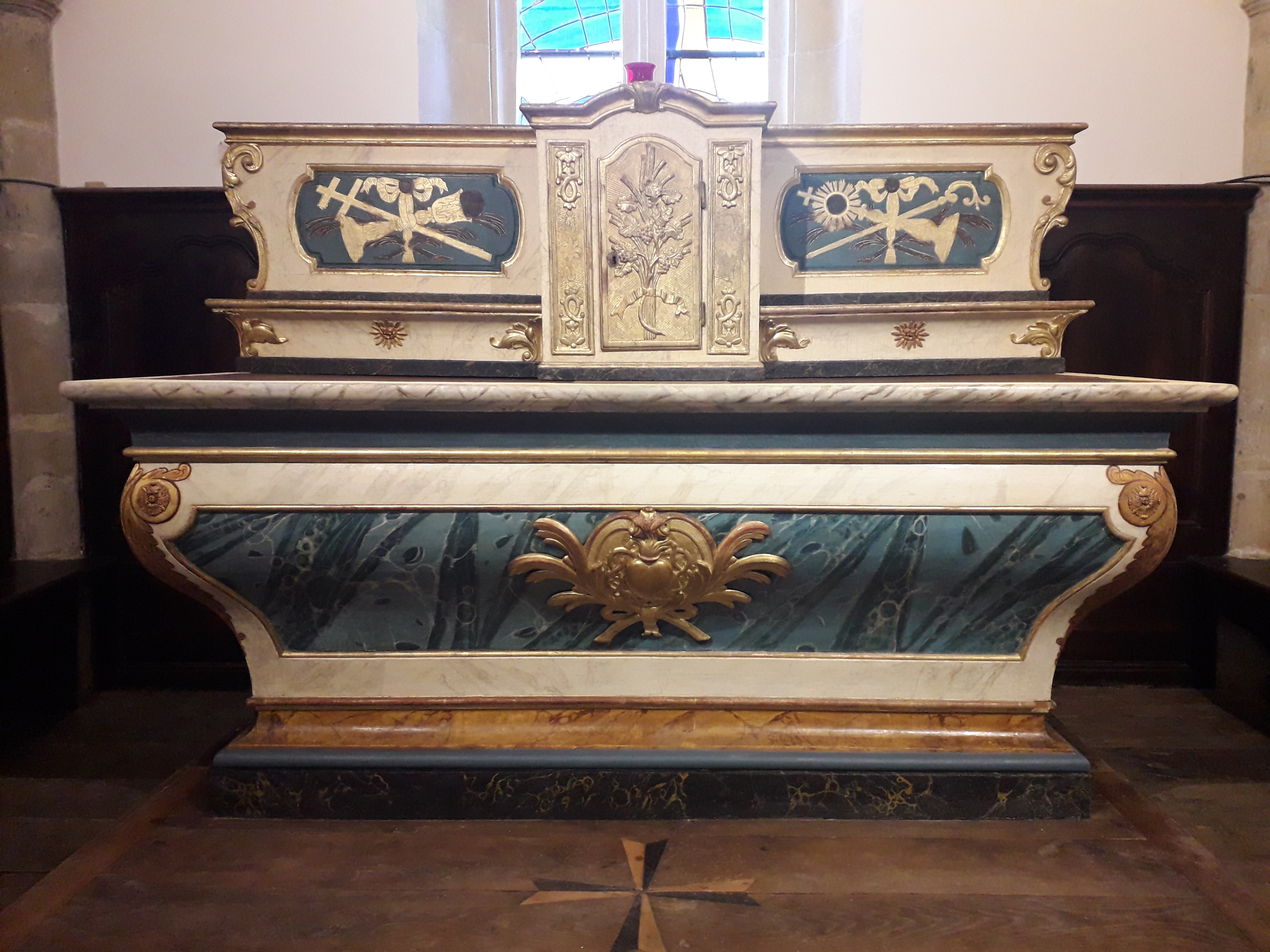
Le maître-autel après restauration. Situé dans le chœur de l'église, il est depuis 1993 classé aux titre des Monuments historiques.

Il existe deux chapelles : la chapelle Notre-Dame, au sud, dont le patron était un des propriétaires de la maison forte de Barbarin. La chapelle faisait office de lieu de culte pour l'hôpital qui se situait autrefois place des halles. L'autre chapelle, Saintes-Anne-et-Marguerite, avait pour patron la famille de Murinais,.

## Mobilier
| Nature de l'objet   | Intitulé              | Siècle | Emplacement          | Restauration | Titre                       |
| ------------------- | --------------------- | ------ | -------------------- | ------------ | --------------------------- |
| Vitraux             |                       |        | choeur et façade Sud |              |                             |
| Boiseries           |                       | XVIIIe | choeur               |              | Inscrit MH (9 juillet 1987) |
| Maître-autel        |                       | XVIIIe | choeur               | 2021         | Classé MH (4 décembre 1991) |
| Autel               |                       | XVIIIe |                      | 2021         | Inscrit MH (9 juillet 1987) |
| Meuble de sacristie |                       |        | sacristie            |              |                             |
| Statue              | Vierge à l'Enfant     |        |                      |              | Inscrit MH (9 juillet 1987) |
|                     | Saint Joseph          |        |                      |              | Inscrit MH (9 juillet 1987) |
| Pierre tombale      | Famille de Murinais   |        |                      |              |                             |
| Croix de procession |                       |        |                      |              |                             |
| Reliquaires         |                       | XVIIIe |                      |              | Inscrit MH (9 juillet 1987) |
| Confessionnal       |                       | XVIIIe |                      |              | Inscrit MH (9 juillet 1987) |
| Bénitier            |                       | XIXe   |                      |              |                             |
| Tableaux            | St Abdon et St Sennen | XVIIIe |                      | 2013         | Inscrit MH (9 juillet 1987) |
|                     | St Roch               | XVIIIe |                      | 2013         | Inscrit MH (9 juillet 1987) |
|                     | de Confrérie          | XIXe   |                      | 2013         | Inscrit MH (9 juillet 1987) |
|                     | l'Assomption          | XVIIIe |                      | 2013         | Inscrit MH (9 juillet 1987) |
|                     | la Remise du Rosaire  | XVIIIe |                      | 2013         | Inscrit MH (9 juillet 1987) |
|                     | le baptême du Christ  | XVIIIe |                      | 2013         | Inscrit MH (9 juillet 1987) |
|                     | le Christ en Croix    | XVIIIe |                      | 2013         | Inscrit MH (9 juillet 1987) |